# La Cloche tibétaine
Pour les articles homonymes, voir Cloche (homonymie).
La Cloche Tibétaine (Die Gelbe Karawane) est une mini-série franco-allemande en sept épisodes de 55 minutes et diffusée en France à partir du 17 décembre 1974 sur la Première chaîne de l'ORTF et en Allemagne de l'Ouest à partir du 3 novembre 1975 sur ZDF, découpée en treize épisodes de 27 minutes.
Au Québec, elle est diffusée à partir du 24 octobre 1975 à la Télévision de Radio-Canada sous le titre La Cloche thibétaine.

## Synopsis
Cette mini-série met en scène l'histoire de la Croisière jaune, expédition organisée par André Citroën en 1931 et 1932 en Asie centrale, sur la route de la soie, de Beyrouth à Pékin.
L'expédition, composée du groupe Pamir, parti de Beyrouth, et du groupe Chine, parti de Tien-Tsin, fait sa jonction à mi-chemin, après de multiples péripéties.
Cette série est une adaptation romancée de la Mission Citroën Centre Asie, avec une assez bonne base historique, et une reconstitution de qualité.[réf. nécessaire] Comme il est précisé dans le générique, les péripéties de l'histoire sont (pour beaucoup), imaginaires.

## Distribution
- Wolfgang Preiss (VF : Raymond Loyer) : Georges-Marie Haardt, directeur général de Citroën, responsable général de l'expédition, et responsable du groupe Pamir
- Gérard Chevalier : Antoine Ferracci, mécanicien-chef du groupe Pamir
- Coluche : André Cécillon, un des mécaniciens du groupe Pamir
- Billy Kearns : Maynard Owen Williams, écrivain et photographe du groupe Pamir
- Roger Souza : Yves Gauffreteau, cuisinier du groupe Pamir
- Gilles Behat : Victor Point, responsable du groupe Chine
- Philippe Léotard : Vladimir Petropavlovsky, ingénieur cartographe, sinologue, interprète multilingue auprès des chinois et des nombreuses populations mongoles, membre du groupe Chine
- Jacques Lalande : Père Pierre Teilhard de Chardin, prêtre jésuite sinologue très influent dans la sphère politique et diplomatique auprès des autorités chinoises, géologue paléontologue de renommée mondiale, un des rares théologiens à avoir pris parti pour Darwin (en raison notamment de ses recherches paléontologiques sur le terrain en Chine) dans une sorte de thèse évolutionniste théiste et à s'être vivement opposé aux thèses créationnistes dures soutenues par le Pape Pie XI. Sa présence décidée très tardivement dans le groupe Chine afin de faciliter les relations avec les autorités nationales chinoises et régionales dans tout le Xinjiang avec l'aide de Petropavlovsky fut déterminante dans le succès de l'expédition.
- Jacqueline Laurent : la secrétaire de Haardt
- Maurice Barrier : le Colonel Chan Pu-Tang (épisode 4, L'Escadron d'Or), sanguinaire chef de la police locale de Leang-Tcheou (Lanzhou, province du Gansu) et « ambassadeur » autoproclamé… donc qui exige de se faire appeler « Excellence » par ses sujets et par les visiteurs dans la région. C'est dans cette région contrôlée en 1930 par ce personnage que se trouvent les célèbres sites bouddhiques et archéologiques de Dunhuang, une des plus importantes étapes historiques de la Route de la Soie en bordure sud du désert de Gobi.
- Iska Khan : Goumbo, le guide mongol spécialiste du désert de Gobi
- André Lawrence : le radio Kervizic

## Production
Coluche, dans le rôle d'un Cécillon gouailleur, tient un rôle dont sans doute peu de gens se souviennent. À l'époque, Coluche fut recommandé en 1974 par Jean-Claude Brialy, ami de longue date de Michel Wyn, à la suite du sketch télévisé de Coluche « l'histoire d'un mec » lors de son passage à une émission de Guy Lux, lors des présidentielles de 1974. Très emballé par le personnage de Coluche, Brialy avait demandé à ce dernier s'il avait beaucoup travaillé au cinéma et à la télévision, et voyant la situation plus ou moins précaire du comédien, il avait décidé de l'aider, et ainsi, de le parrainer.

## Épisodes
(titres selon le coffret DVD)
1. Les Nomades[2]
Une énorme lacune dans ce premier épisode : l'absence du personnage de Louis Audouin-Dubreuil, membre du groupe Pamir parti de Beyrouth, et qui avait participé aux deux expéditions précédentes : traversée du Sahara et Mission Centre Afrique (Croisière Noire).
2. Le Cœur de la vieille Chine[3]
3. Le Piège[4]
4. L'Escadron d'or[5]
5. Le Toit du monde[6]
Les scènes du début (préparatifs du départ) ont été tournées sur la Côte d'Azur (Villa Ephrussi de Rothschild à Saint-Jean-Cap-Ferrat), la scène générale de montée des autochenilles sur la route en lacets a été tournée sur la route supérieure du col de Tende (côté italien - Alpes-Maritimes), certaines séquences de montagne ont été tournées dans le vallon de la Madone de Fenestre (Saint-Martin-Vésubie - Alpes-Maritimes).
6. Les Chevaux de fer[7]
7. Les Chemins de l'espérance[8]
Dans cet épisode se trouvent deux entorses importantes à l'histoire réelle.
Premièrement, les groupes Pamir et Chine ne se retrouvent pas par hasard dans les rues d'un village au milieu du désert. En réalité, le groupe Pamir, dirigé par Haardt voyage à ce moment à cheval, car il a dû laisser ses deux dernières voitures à Gilkit. Ayant appris que le groupe Chine était retenu prisonnier à Ouroumtchi, c'est là qu'ils se rejoignent.
Après de longues négociations, l'expédition au complet peut reprendre la route de Pékin.
Deuxièmement, Georges-Marie Haardt n'est pas mort sur la route de Pékin, mais bien à Hong Kong, le 16 mars 1932. Son décès est dû à une double pneumonie qui a fait suite à une grippe contractée durant l'hiver chinois. L'épuisement provoqué par le voyage a sans doute aggravé la situation.

## Produits dérivés

### DVD
- La Cloche tibétaine (14 octobre 2004) (ASIN B0002WYF0W)